# Andreas Hofmann (Leichtathlet)
Andreas Emil Hofmann (* 16. Dezember 1991 in Heidelberg, Baden-Württemberg) ist ein ehemaliger deutscher Speerwerfer. 2018 wurde er Vizeeuropameister.

## Berufsweg
Hofmann ist Student der Sportwissenschaften an der Universität Heidelberg.

## Sportliche Karriere
Hofmann liebäugelte lange mit dem Fußball bis ihn sein Vater von der Leichtathletik überzeugen konnte, wo er beim heimischen TV Kirrlach zunächst als Mehrkämpfer begann und als solcher zur MTG Mannheim wechselte. Der Kontakt war durch den Oberbürgermeister seiner Heimatstadt Waghäusel, Walter Heiler, zu Stande gekommen, der zusammen mit Hürden-Bundestrainer Rüdiger Harksen von der MTG Mannheim Abitur gemacht hatte.
Neben dem Speerwurf bestritt Hofmann zunächst auch Wettbewerbe im Kugelstoßen und Diskuswurf, so bspw. bei der deutschen Jugendmannschaftsmeisterschaft (DJMM/DSMM) der A-Jugend in 2008 und 2009.

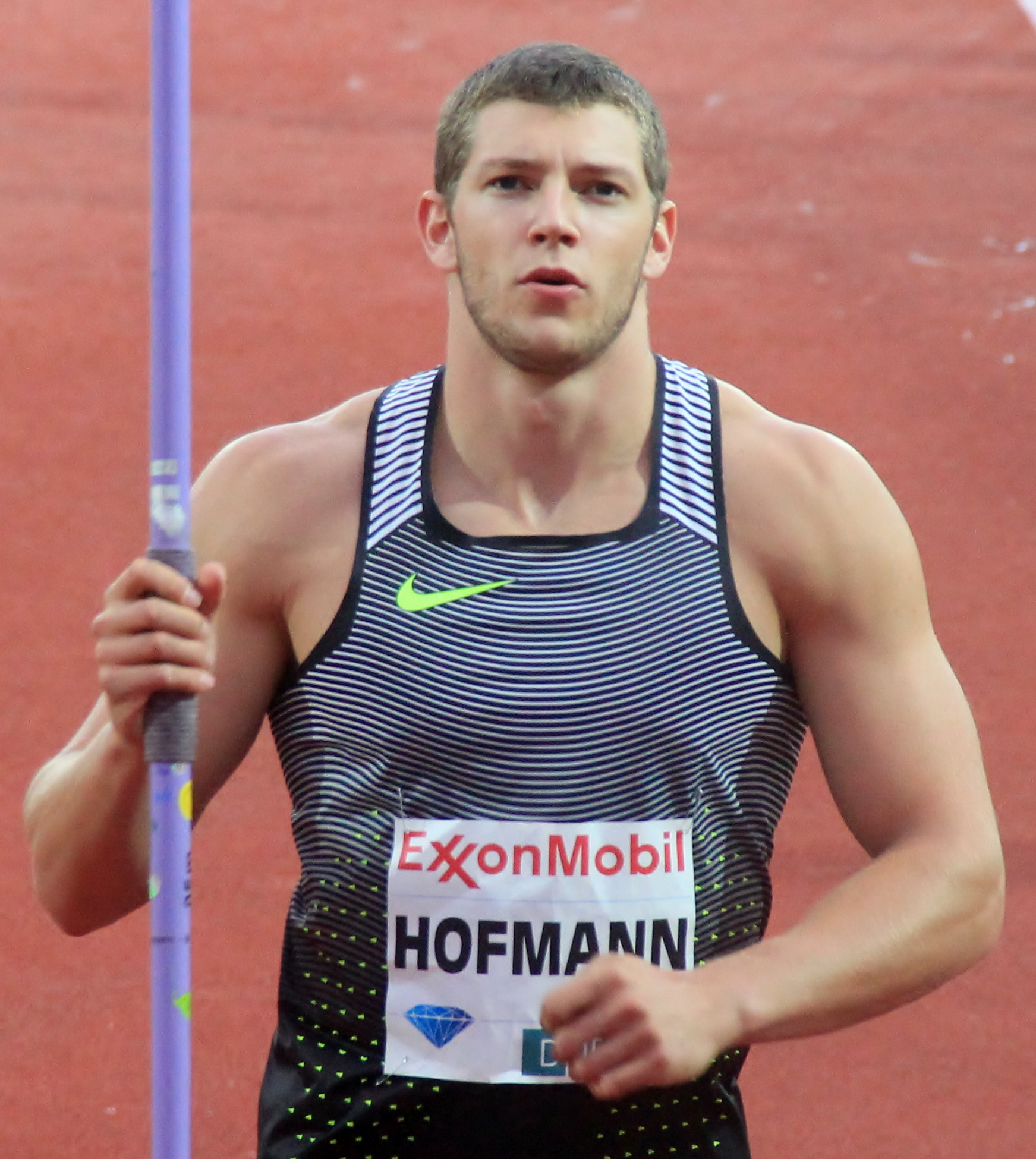
Andreas Hofmann (2016)

2009 war für Hofmann ein erfolgreiches Jahr. Im Juni erreichte er den 3. Platz bei den deutschen U23-Meisterschaften, im Juli wurde er Speerwurfjunioreneuropameister in Novi Sad als jüngster Teilnehmer überhaupt, der einen Titel gewann. Im August wurde er Deutscher U20-Meister und im September DJMM/DSMM-Vizemeister mit Einzelsieg im Speerwurf und einem 4. Platz beim Kugelstoßen.
Im Jahr 2014 konnte Hofmann, nachdem ihn Verletzungen und Operationen einige Jahre gebremst hatten, bei der Team-Europameisterschaft in Braunschweig mit einer um fast drei Meter verbesserten persönlichen Bestweite von 86,13 m aufwarten.
Nachdem Hofmann 2015 bei den Weltmeisterschaften in Peking in der Qualifikation seine persönliche Bestleistung auf 86,14 m erhöhte, kam er im Finale mit 86,01 m auf den 6. Platz.
2016 belegte er bei den deutschen Meisterschaften in Kassel den 3. Platz.
In der Saison 2017 kam Hofmann bei den Deutschen Meisterschaften in Erfurt auf den 5. Platz. Er wurde für die Weltmeisterschaften in London nominiert und belegte dort den 8. Platz. Der Allgemeine Deutsche Hochschulsportverband stellte ihn für die Sommer-Universiade in Taipeh auf, wo er mit persönlicher Bestleistung von 91,07 m die Silbermedaille gewann. Übertroffen wurde er im erst zweiten Speerwurfwettbewerb der Geschichte, in dem zwei Werfer die 91-Meter-Marke überbieten konnten, mit 91,36 m von Chao-Tsun Cheng aus dem Gastgeberland Taiwan.
2018 wurde Hofmann mit Meisterschaftsrekord von 89,55 m Deutscher Meister. Zweieinhalb Wochen später gewann er bei den Europameisterschaften in Berlin mit 87,60 m hinter Thomas Röhler die Silbermedaille.
Am 11. Oktober 2024 gab der 32-jährige Hofmann aus gesundheitlichen Gründen das Ende seiner sportlichen Karriere bekannt.

## Vereinszugehörigkeiten
Hofmann startete für die MTG Mannheim und war zuvor beim TV Kirrlach.

## Jahresbestleistungen
(bis 2008 700 g, ab 2009 800 g)
| 2007 | 58,70 m |
| 2008 | 74,15 m |
| 2009 | 77,84 m |
| 2010 | 66,75 m |
| 2011 | 73,98 m |
| 2012 | 80,81 m |
| 2013 | 75,56 m |
| 2014 | 86,13 m |
| 2015 | 86,14 m |
| 2016 | 84,85 m |
| 2017 | 91,07 m |
| 2018 | 92,06 m |
| 2019 | 89,65 m |
| 2020 | 85,24 m |
| 2021 | 78,26 m |
| 2022 | 87,32 m |

## Erfolge
national
- 2007: 4. Platz Deutsche Jugend-Mannschaftsmeisterschaft (DJMM/DSMM)
- 2008: 3. Platz Deutsche B-Jugendmeisterschaften (U18)
- 2008: 4. Platz Deutsche Jugend-Mannschaftsmeisterschaft (DJMM/DSMM) (einzel 1. Platz Speerwurf)
- 2009: 3. Platz Deutsche Juniorenmeisterschaften (U23)
- 2009: Deutscher A-Jugendmeister (U20)
- 2009: Jugend-Mannschaftsvizemeister (einzel 1. Platz Speerwurf, 4. Kugelstoßen, 13. Diskus)
- 2012: Deutscher Juniorenvizemeister (U23)
- 2012: Deutscher Hochschulmeister[7]
- 2014: 3. Platz Deutsche Meisterschaften
- 2014: Deutscher Hochschulmeister[8]
- 2015: 4. Platz Deutsche Meisterschaften
- 2016: 3. Platz Deutsche Meisterschaften
- 2017: 5. Platz Deutsche Meisterschaften
- 2017: Deutscher Hochschulmeister[2]
- 2018: Deutscher Meister
- 2019: Deutscher Meister
- 2020: 2. Platz Deutsche Meisterschaften
- 2022: 3. Platz Deutsche Meisterschaften

international
- 2009: U20-Europameister
- 2014: Team-Europameister (Einzel und Mannschaft)
- 2014: 9. Platz Europameisterschaften
- 2015: 6. Platz Weltmeisterschaften
- 2017: 8. Platz Weltmeisterschaften
- 2017: 2. Platz Sommer-Universiade
- 2018: Vizeeuropameister
- 2019: Teilnahme Weltmeisterschaften
- 2022: Teilnahme Weltmeisterschaften
- 2022: 11. Platz Europameisterschaften